# Droga Odwagi
Droga Odwagi (lit. Drąsos kelias, DK) – litewska partia polityczna, głosząca hasła antykorupcyjne.

## Historia
Ugrupowanie zarejestrowano formalnie 19 marca 2012. Zostało założone na bazie sprawy Drąsiusa Kedysa przez zwolenników jego siostry, sędzi Neringi Venckienė. Zyskała ona popularność w czasie upublicznionego sporu o prawo do opieki nad mającą być ofiarą pedofilów bratanicą, który toczyła z matką dziewczynki. W oparciu o skupiony wokół tej kwestii ruch powołano partię polityczną, na jej czele formalnie stanął katolicki duchowny Jonas Varkala. Na liście wyborczej przygotowanej na wybory parlamentarne w tym samym roku poza przewodniczącym i Neringą Venckienė znalazła się liczna grupa osób publicznych, m.in. posłowie Aurelija Stancikienė, Jonas Ramonas, Saulius Stoma, sygnatariusz aktu niepodległości Algirdas Patackas, były minister spraw zagranicznych Povilas Gylys, dziennikarz Valdas Vasiliauskas. W głosowaniu z 14 października 2012 lista partyjna uzyskała blisko 8% głosów, co przełożyło się na 7 mandatów poselskich, żaden z jej kandydatów nie uzyskał natomiast mandatu w okręgu większościowym.
Ugrupowanie rozpadło się w trakcie kadencji, w 2014 Neringa Venckienė została pozbawiona mandatu poselskiego z uwagi na długotrwały brak uczestnictwa w pracach parlamentu. Ugrupowanie wzięło udział w wyborach parlamentarnych w 2016 i 2020, otrzymując odpowiednio 0,3% oraz 1,1% głosów.